# زاروحي بابايان
زاروحي بابايان (الأرمينية: Զարուհի Բաբայան) هي مغنية أرمنية. في عام 2014، حصلت بابايان على لقب فنانة شرف من أرمينيا بناء على مرسوم من الرئيس الأرمني سيرج سركسيان.كانت عضوًا في لجنة تحكيم أرمينيا في مسابقة Junior Eurovision Song Contest 2014 و2017.